# Jan Swammerdam Instituut

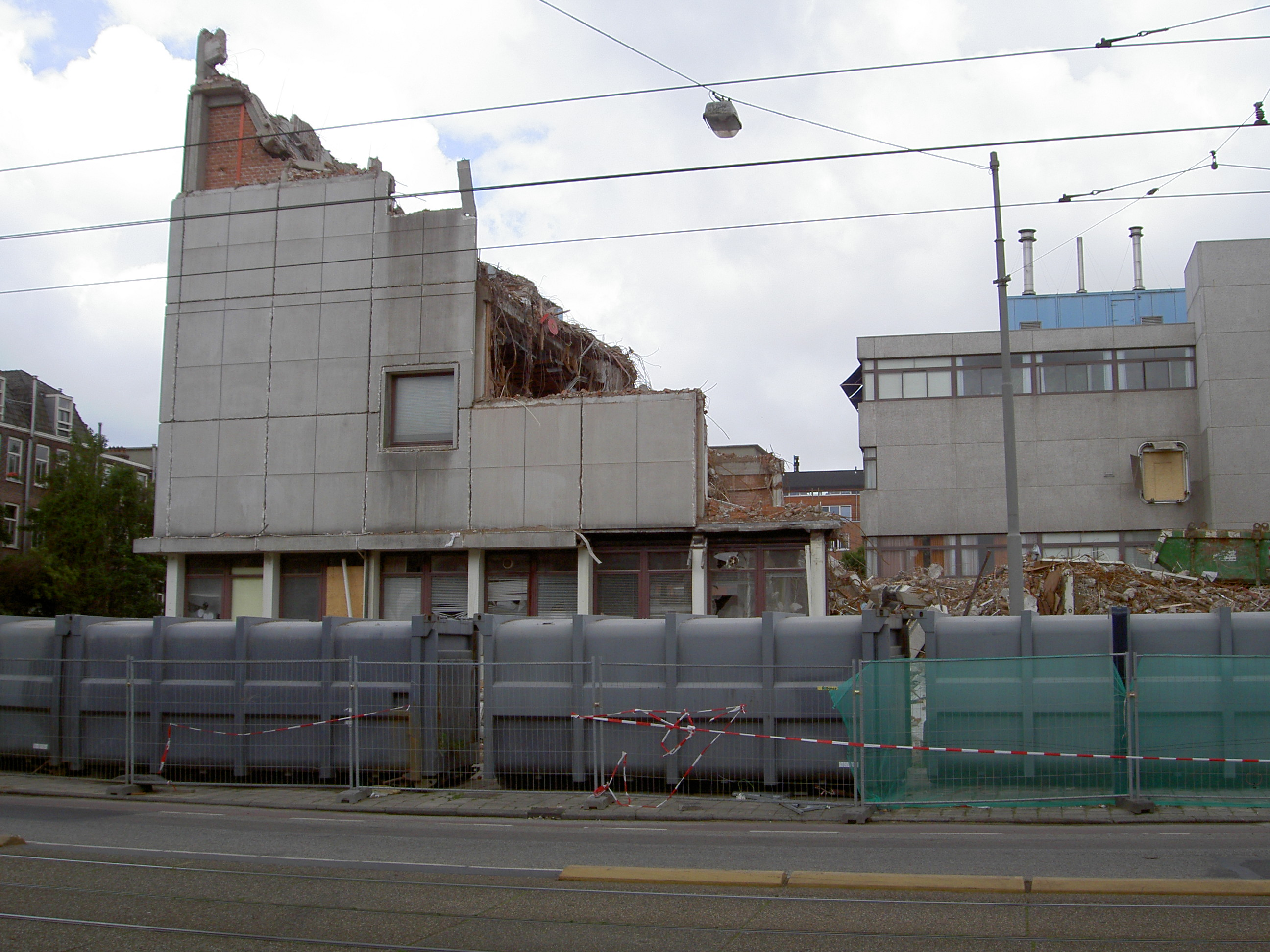
JSI tijdens de sloop in juni 2004

Het Jan Swammerdam Instituut (JSI), vernoemd naar Jan Swammerdam, was van oorsprong een medisch laboratorium gelegen in Amsterdam Oud-West.

## Geschiedenis
Het was gelegen aan de westzijde van de Eerste Constantijn Huygensstraat in de hoek met het Jacob van Lennepkade. Het vormde een onderdeel van het Wilhelmina Gasthuis. Oorspronkelijk zou het een nieuwe vleugel worden van een nieuw te bouwen academisch ziekenhuis. Het Swammerdam instituut zou daarbij dienen als reservevleugel, maar kon uitstekend gebruikt worden als laboratoriumruimte van genoemd ziekenhuis. Ontwerper van het nieuwe-bouwen-gebouw was architect Johan Sargentini in dienst van de afdeling bouwwerken van de Dienst de Publieke Werken te Amsterdam.
Het gebouw was 110 meter lang, zeven etages hoog en had een ruim dakterras. De hoogte der etages was voorgeschreven omdat het ooit aangesloten moest worden op het WG-gebouw. De begane grondetage kreeg daarom een hoogte van 4 meter, de andere etages 3,40 en de dakverdieping 2,50. Er was voorts een kelder van 3 meter. Om het geheel te kunnen dragen gingen 316 betonnen funderingspalen de grond in, die gedragen werden door een zandlaag op circa -19 meter NAP. Het gebouw met een vloeroppervlak van 18.000 m² viel in drie delen uiteen, een deel met collegezalen (voor het academisch ziekenhuis, bij oplevering was de zaal al te klein), het laboratoriumgedeelte en een hal. In verband met de koude oorlog waren er ook nog schuilkelders ingericht. In mei 1965 werd het gebouw zonder officiële opening in gebruik genomen.
De gemeente Amsterdam besloot al tijdens de bouw van het instituut dat het nieuwe academisch ziekenhuis aan de rand van de stad zou komen; het werd het Academisch Medisch Centrum in Bullewijk in Amsterdam-Zuidoost. Na het vertrek van het WG kwamen delen van het gebruik te vervallen en werd het steeds meer een opleidingsinstituut, eerst nog voor de Universiteit van Amsterdam, later van de Hogeschool voor Economie Amsterdam. 

### Verval en sloop
In de jaren negentig kwam het leeg te staan, maar trokken er avant-gardekunstenaars annex krakers in. Er moest overleg gepleegd worden over hergebruik aldus de toenmalige stadsdeelraad. De geestelijke gezondheidsinstantie Mentrum zag wel mogelijkheden, maar bij de inventarisatie kwam men er achter dat er in het grote gebouw te veel asbestcement was toegepast. Woningbouw en verpleeginrichting waren daarbij direct uitgesloten. Bovendien was het gebouw mede door zijn grote omvang ten opzichte van de omgevingsgebouwen terecht gekomen op de lijst van tien lelijkste gebouwen van de stad, volgens jaarlijkse stemmingen gehouden door dagblad Het Parool. Het klom nog in die lijst toen het Maupoleum in 1994 tegen de vlakte ging. Echter anderen, waaronder architect Wim Crouwel zagen een zeer strakke kostbare onverwoestbare betonnen constructie, dat bewaard zou moeten worden. Sloop was echter het enige dat nog restte vond de deelraad, maar ook daarbij vormde de aanwezige asbest een groot struikelblok. Toch werd door een lobby, waarin ook Hedy d'Ancona toen net voormalig cultuurminister, columnist Martin Bril, en wethouder Duco Stadig bezig waren, nog geprobeerd het gebouw te laten benoemen tot gemeentelijk monument. Voor 1.000.000 euro kon 20.000 m² puin geruimd worden en voor 400.000 euro kon asbestsanering plaatsvinden. Na amper veertig jaar verdween aldus een gebouw om plaats te maken voor nieuwbouw bestaande uit woningen, winkels en behandeleenheden met een parkeergarage.

### Overblijfselen
Het enige dat nog aan het gebouw herinnert is de Jan Swammerdambrug. Daarnaast zijn drie sgraffito-tableaus van kunstenaar Lex Horn bewaard gebleven en herplaatst. "Het ziekenhuisbezoek" werd onderdeel van de kunstcollectie van het Academisch Medisch Centrum, "Het labratoriumonderzoek" en "Het straatongeluk" vonden een plek in de fietsenstalling Stationsplein die in 2023 opende.